# Shibatora
Shibatora (シバトラ, Shibatora) est un manga policier de Tadashi Agi, prépublié dans le Weekly Shonen Magazine à partir de 2006 et donc 15 tomes sont sortis entre 2007 et 2009.
Il a été adapté en un drama de 11 épisodes réalisés par Inada Hideki et Yanagawa Yukiko diffusés entre juillet et septembre 2008 sous le titre Shibatora, dogan keiji shibata taketora (シバトラ〜童顔刑事・柴田竹虎〜). 

## Sypnosis
Nous suivons les différents enquêtes que mène Shibata Taketora, jeune policier qui vient à peine d'être promu inspecteur, ce qu'il a toujours souhaité. Même s'il a 24 ans, il possède encore l'apparence d'un collégien. Il est toujours souriant et prêt à aider les autres dans le besoin mais quelque chose semble caché derrière son apparence juvénile, qu'est-ce donc? et est-ce que cela a un rapport avec son rêve d'être inspecteur?